# لیلةالرغائب
لیلة الرغائب (عبارتی عربی به معنی: «شب رغبت‌ها، اشتیاق‌ها و بخشش‌ها») در تعطیلات اسلامی، به نخستین شب جمعهٔ ماه رجب گفته می‌شود. کلمة «رغائب» جمع «رغیبه» به معنای چیزی که مورد رغبت و میل است و نیز به معنای عطا و بخشش فراوان می‌باشد. بنابر معنای اول «لیله الرغائب» یعنی شبی که میل و توجه به عبادت و بندگی در آن فراوان است و بندگان خوب و شایسته خداوند در این شب تمایل زیادی به رفتن به در خانه خدا و ارتباط و انس با معبود خویش دارند. بنابر معنای دوم «لیله الرغاب» یعنی شبی که در آن عطاء و بخشش خداوند فراوان است و بندگان مخلص خداوند با روآوردن به بارگاه قدس ربوبی و خاکساری در برابر عظمت حق، شایسته دریافت انعام و عطا و بخشش بیکرانه حق می‌گردند.
در آموزه‌های اسلامی آمده است که در این شب، فرشتگان بر زمین نزول می‌کنند تا رحمت الهی را به جامعه بشری عرضه نمایند. به گفته عبدالله جوادی آملی: ماه رجب اولین ماه از ماه‌های حرام و ماه خدا و هنگام عبادت و دعا و استغفار است و رحمت الهی در این ماه در حال ریزش و نزول است، به همین جهت این ماه را رجب‌الاصب گویند، چون «صب» به معنای ریختن است. بنا بر برخی روایات «لیله الرغائب» شرافت و ارزش شب جمعه و ماه رجب هر دو را درخود جمع کرده و ارزشی دوچندان دارد.
شیخ عباس قمی در کتاب مفاتیح الجنان دربارهٔ این شب می‌نویسد: «بدان که شب جمعه اول ماه رجب را «لیلة الرغائب» گویند و از برای آن عملی از حضرت رسول (ص) با فضیلت بسیار وارد شده که سید بن طاووس در کتاب اقبال و محمدباقر مجلسی در اجازه نبی زهره آن را نقل کرده‌اند. از جمله فضیلت‌هایی که برای آن برشمرده‌اند اینکه به سبب شرافت این شب گناهان بسیار از کسانی که اعمال خاصی را انجام دهند آمرزیده می‌شود.»
بیان شده از جمله اعمال این شب نمازی است که اگر شخص آن را به جا آورد، پس از مرگ هنگامی که در قبر گذاشته شود خداوند تبارک و تعالی ثواب نمازش را به سوی او به بهترین صورت می‌فرستد تا همدم او شود و او را از تنهایی بیرون آورد.

## اعمال این شب
به نقل از پیامبر اسلام اعمالی برای این شب ذکر شده است: را در وجه این هفته
الگو:نقل و قول و بزرگ روز پنج شنبه اول ماه رجب - در صورت امکان و بلا مانع بودن - روزه گرفته شود. چون شب جمعه شد مابین نماز مغرب و عشا دوازده رکعت نماز اقامه شود که هر دو رکعت به یک سلام ختم می‌شود و در هر رکعت یک مرتبه سوره حمد، سه مرتبه سوره قدر، دوازده مرتبه سوره توحید خوانده شود.

چون دوازده رکعت به اتمام رسید هفتاد بار ذکر «اَللّهُمَّ صَلِّ عَلی مُحَمَّدٍ النَّبِیِّ الاْمِّیِّ وَعَلی آلِهِ» گفته شود. پس از آن در سجده هفتاد بار ذکر «سُبُّوحٌ قُدُّوسٌ رَبُّ الْمَلائِکَةِ وَالرُّوحِ» گفته شود. پس از سر برداشتن از سجده، هفتاد بار ذکر «رَبِّ اغْفِرْ وَارْحَمْ وَتَجاوَزْ عَمّا تَعْلَمُ اِنَّکَ اَنْتَ الْعَلِیُّ الاَعْظَمُ» گفته شود. دوباره به سجده رفته و هفتاد مرتبه ذکر «سُبُّوحٌ قُدّوُسٌ رَبُّ الْمَلائِکَةِ وَالرُّوحِ» گفته شود.

در اینجا می‌توان حاجت خود را از خدای متعال درخواست نمود. 
پیامبر اسلام در فضیلت این نماز گفته است که:
کسی که این نماز را بخواند، شب اول قبرش خدای متعال ثواب این نماز را با زیباترین صورت و با روی گشاده و درخشان و با زبان فصیح به سویش می‌فرستد. پس او به آن فرد می‌گوید: ای حبیب من، بشارت بر تو باد که از هر شدت و سختی نجات یافتی. میّت می‌پرسد تو کیستی؟ به خدا سوگند که من صورتی زیباتر از تو ندیده‌ام و کلامی شیرین تر از کلام تو نشنیده‌ام و بویی، بهتر از بوی تو نبوئیده‌ام. آن زیباروی پاسخ می‌دهد: من ثواب آن نمازی هستم که در فلان شب از فلان ماه از فلان سال به جا آوردی. امشب به نزد تو آمده‌ام تا حق تو را ادا کنم و مونس تنهایی تو باشم و وحشت را از تو بردارم و چون در صور دمیده شود و قیامت بر پا شود، من سایه بر سر تو خواهم افکند.

## اسناد روایت لیله الرغائب
سید ابن طاووس در اقبال الاعمال این نماز را آورده است. وی  می‌گوید: من آن را در کتاب‌های عبادات به نقل از پیامبر اکرم صلی الله علیه و آله دیده‌ام و خودم آن را از از برخی کتاب‌های راویان شیعه امامیّه-رحمهم اللّه نقل‌می‌کنم.
کفعمی نیز در بلد الامین این نماز را نقل کرده است و ایشان آن را از کتاب اختیار المصباح الکبیر و ما اضیف الیه من الادعیه نوشته ابن باقی قرشی، علی بن حسین (قرن ۷ق) نقل کرده است. البته این دعا در بخش اضافات ابن باقی آمده است یعنی بخشی که ابن باقی بعد از نقل گزینش خود از کتاب مصباح المتهجد شیخ طوسی آورده است.
شیخ عباس قمی نیز در مفاتیح الجنان می‌آورد: بدان‌که اولین شب جمعه ماه رجب را «لیلة الرغاب» (یعنی شب دلدادگان) می‌گویند و برای آن عملی با فضیلت بسیار از حضرت رسول صلی اللّه علیه و آله وارد شده که آن را سیّد در کتاب «اقبال» و علاّمه حلی در «اجازه بنی زهره» نقل‌کرده‌اند.
مطابق با آنچه در توضیح نسخه خطی «اجازه بنی زهره» در سایت کتابخانه مجلس شورای اسلامی آمده است. اجازه مبسوطی است که در ۱۵ شعبان ۷۲۳ق، برای پنج تن از خاندان بنی زهره صادر شده است: علاءالدین علی بن محمد بن حسن بن ابی المحاسن زهره و پسرش شرف الدین حسین و برادر وی بدرالدین محمد و دو پسر برادرش امین الدین احمد و عزالدین حسن